# Pokój
Pokój (németül Bad Carlsruhe) falu Lengyelországban, Opole városától 31 km-re északra.
1. ↑  https://bdl.stat.gov.pl/api/v1/data/localities/by-unit/031613106032-0502026?var-id=1639616&format=jsonapi. (Hozzáférés: 2022. október 5.)